# Lucien Chaulin-Servinière
Lucien Chaulin-Servinière, (11 juin 1848, Pré-en-Pail - 25 juillet 1898, Le Mans), homme politique français.

## Biographie
Lucien Chaulin-Servinière effectue ses études secondaires au lycée d'Alençon avant de s'inscrire à la Faculté de droit de Paris. Après avoir passé sa licence, il devient avocat à Mayenne en 1870. Il effectue toute la guerre franco-allemande de 1870 comme engagé volontaire dans l'infanterie.
Démobilisé, il reprend son métier d'avocat et s'intéresse à la politique. En 1874, il est élu conseiller général du canton de Couptrain, il est également président du Comice agricole de cette localité. En 1878, il est élu conseiller municipal de Mayenne, puis adjoint au maire Henri Gandais de 1877 à 1887. Il devient maire de Mayenne en 1887. Il est réélu aux élections municipales de 1888, en tête de la liste républicaine.
Il est élu Député aux Élections législatives de 1889 en ayant battu Edmond Leblanc. Il est le représentant d'une circonscription essentiellement agricole cet se déclare protectionniste. Républicain il se prononce contre la révision, pour la nomination des maires par le Gouvernement, pour des mesures restrictives de la liberté de la presse, pour la tolérance en matière religieuse, et proteste contre la publication faite par L'Intransigeant d'une liste de candidats boulangistes. Il est réélu aux Élections législatives de 1893 dans la Mayenne. En 1895, il prend le contrôle de l'hebdomadaire radicalisant Mayenne-Journal, alors dirigé par Bouly et qui avait succédé à L'Indicateur de Mayenne.
Il est réélu aux Élections législatives de 1898, année de son décès accidentel au cours d'un voyage dans le train Paris-Le Mans. Il est trouvé mort sur la voie ferrée non loin du Mans, le 25 juillet 1898. Le journal L'Eclair sera le premier à annoncer son décès. Certains journaux insinuent qu'il pouvait s'agir d'un assassinat : Lucien Chaulin-Servinière ayant été de ceux qui avaient reçu du capitaine Charles Lebrun-Renault, la relation des aveux du capitaine Alfred Dreyfus. Pour d'autres, sa mort est liée à un accident dû à un nouveau mode de fermeture des wagons de première classe. Aucun éloge funèbre ne fut prononcé à la Chambre.
Il est le père de Jean Chaulin-Servinière.

## Sources
- « Lucien Chaulin-Servinière », dans le Dictionnaire des parlementaires français (1889-1940), sous la direction de Jean Jolly, PUF, 1960 [détail de l’édition]